# Ušlechtilé druhy ryb
Termínem ušlechtilé druhy ryb se označovaly druhy ryb, pro něž rybářský řád stanovuje, že si rybář může ponechat nejvýše dva kusy denně. Tento termín se již v současné právní úpravě nevyskytuje, je však stále používán mezi rybáři.
Za ušlechtilé ryby jsou považovány tyto druhy:
- na mimopstruhových vodách:  kapr, štika, sumec, bolen, candát, amur
- na pstruhových vodách: kapr

Pro přisvojování ušlechtilých ryb rybáři platí:
- Rybář je povinen ihned po přisvojení ušlechtilé ryby zapsat tento úlovek do sumáře.
- Rybář si může během jednoho dne přisvojit nejvýše dva kusy ušlechtilé ryby, pokud již úlovkem a přisvojením té první nepřekročil celkovou hmotnost všech přisvojených ryb 7 kg.
- Přisvojením si dvou kusů ušlechtilých ryb končí pro tento den lov.

Ušlechtilé ryby, ani pokud dosahují zákonné míry, nelze použít jako živou nástrahu.